# Jakubowice Murowane
Jakubowice Murowane [pronunciación en polaco: /jakubɔˈvit͡sɛ murɔˈvanɛ/] es un pueblo ubicado en el condado de Lublin, Voivodato de Lublin, en el este de Polonia. Es la sede de la gmina (distrito administrativo) llamada Gmina Wólka . Se encuentra a unos 6 kilómetros al noreste de la capital regional Lublin.